# Neodorcadion pelleti
Neodorcadion pelleti är en skalbaggsart som först beskrevs av Étienne Mulsant och Claudius Rey 1863.  Neodorcadion pelleti ingår i släktet Neodorcadion och familjen långhorningar. Inga underarter finns listade i Catalogue of Life.